# Брізен (Марк)
Брізен (нім. Briesen) — громада в Німеччині, розташована в землі Бранденбург. Входить до складу району Одер-Шпре. Складова частина об'єднання громад Одерфорланд.
Площа — 110,83 км2. Населення становить 2881 ос. (станом на 31 грудня 2020).

## Галерея

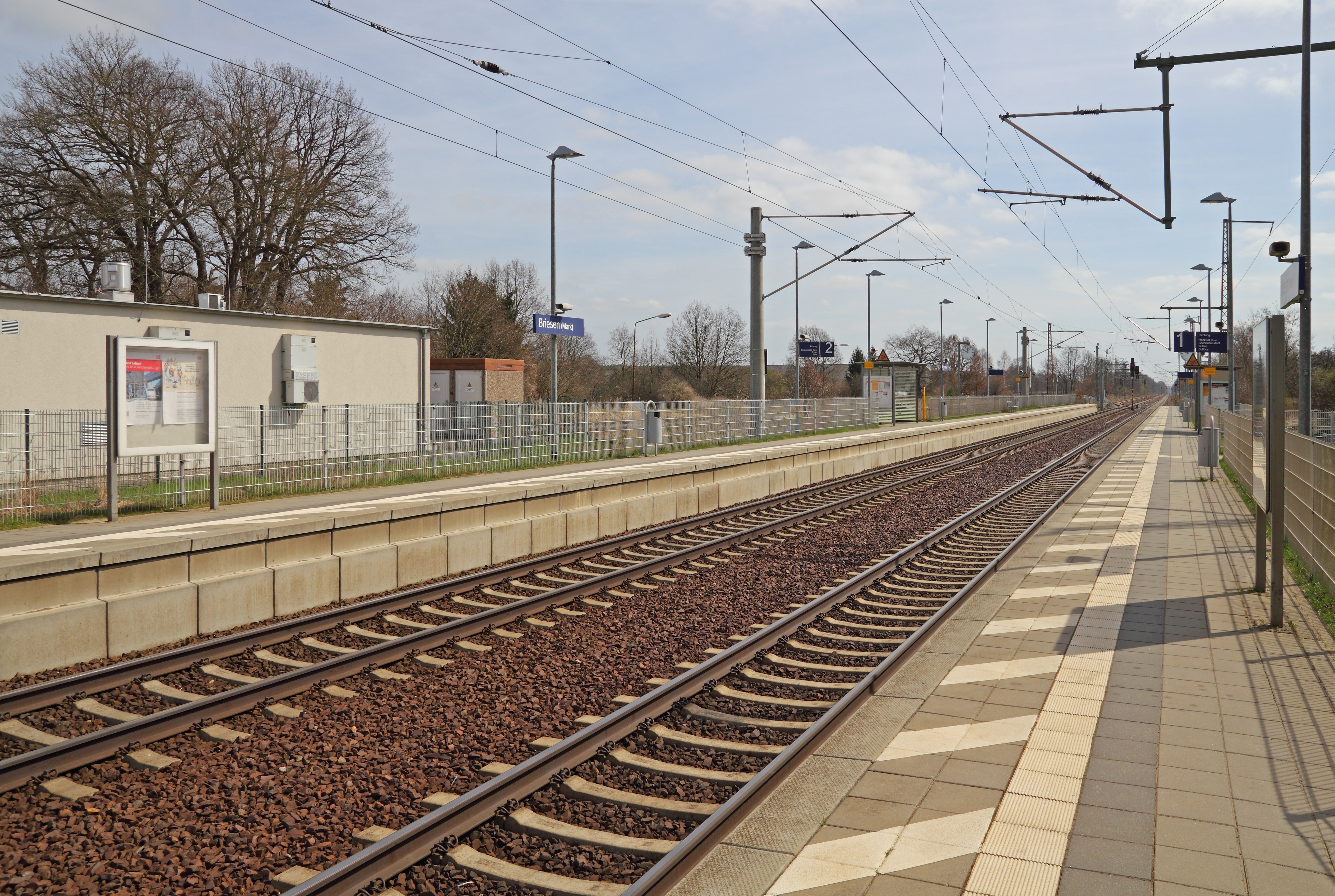
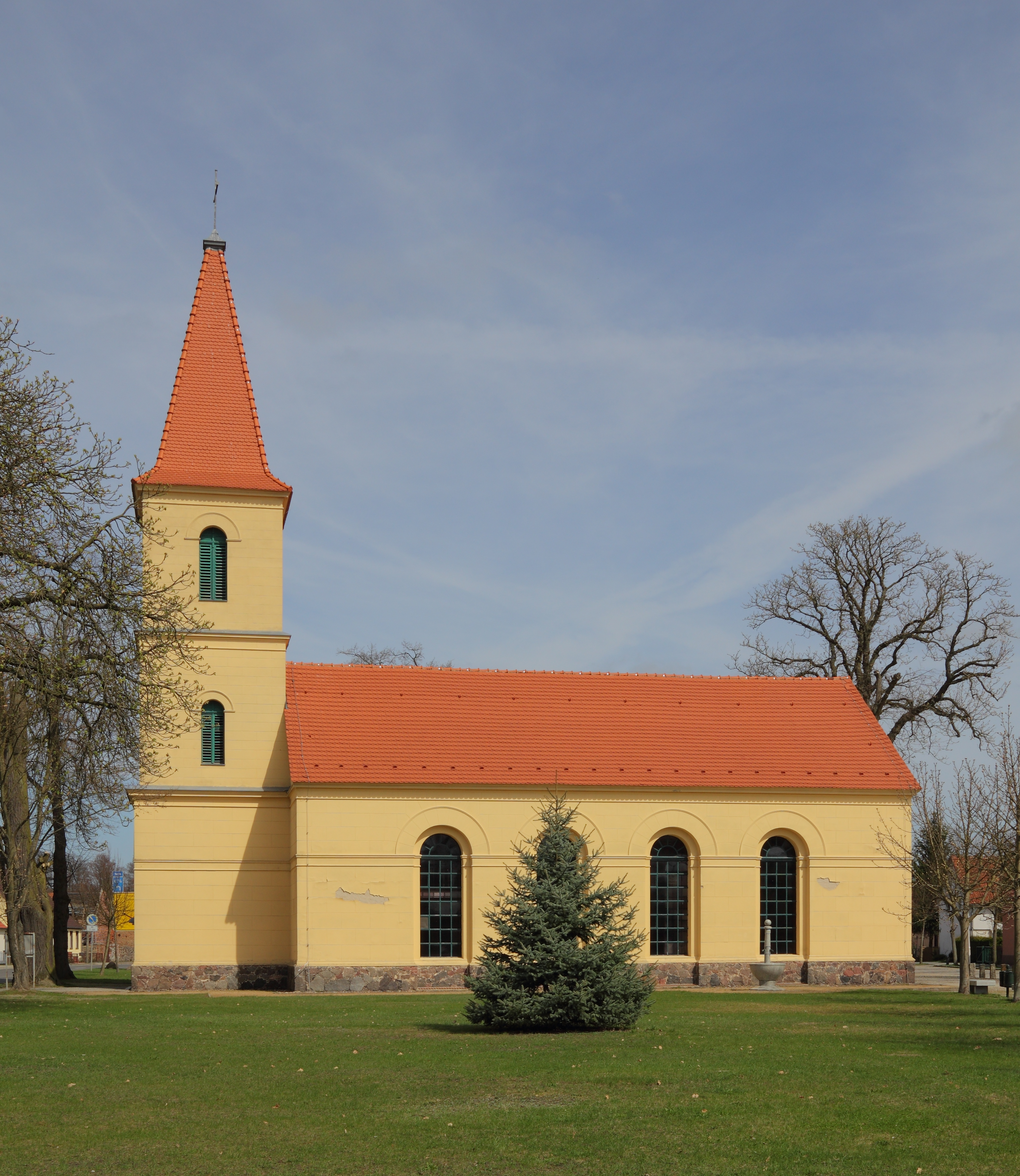